# Полойський Варош
45°10′ пн. ш. 15°43′ сх. д. / 45.17° пн. ш. 15.71° сх. д.
Полойський Варош (хорв. Polojski Varoš) — населений пункт у Хорватії, у Карловацькій жупанії у складі громади Цетинград.

## Населення
Населення за даними перепису 2011 року становило 42 осіб.
Динаміка чисельності населення поселення: